# Hans Werner Kettenbach
Hans Werner Kettenbach (* 20. April 1928 in Bendorf; † 5. Januar 2018 in Köln; Pseudonym: Christian Ohlig) war ein deutscher Journalist, Schriftsteller und Drehbuchautor.

## Leben
Hans Werner Kettenbach wuchs in Köln auf. Nach dem Abitur begann er ein Studium der Zeitungs- und Theaterwissenschaften, das er jedoch 1953 nach dem Tod seines Vaters abbrechen musste, um dessen Unternehmen, eine Anzeigenagentur, weiterzuführen. Von 1954 bis 1956 und von 1958 bis 1964 war er Lektor für Hör- und Fernsehspiele beim Westdeutschen Rundfunk. Von 1956 bis 1958 absolvierte er ein Volontariat bei der Nachrichtenredaktion des Kölner Stadt-Anzeigers. 1958 begann er erneut ein Studium, diesmal mit den Schwerpunkten Osteuropäische Geschichte und Philosophie. 1965 promovierte er an der Universität Köln über Lenins Imperialismustheorie.
Ab 1964 arbeitete Kettenbach als Redakteur für den Kölner Stadt-Anzeiger: 1966 bis 1968 als Chefreporter und ab 1968 als Korrespondent und Leiter des Bonner Büros dieser Zeitung. Von 1974 bis 1975 war er Vorsitzender der Bundespressekonferenz in Bonn. 1978 ging er als Korrespondent nach New York; nach seiner Rückkehr war er von 1988 bis zu seinem Ausscheiden 1992 stellvertretender Chefredakteur des Kölner Stadt-Anzeigers.
Hans Werner Kettenbach begann seine schriftstellerische Arbeit in den 1970er Jahren als Freizeitautor mit psychologischen Kriminalromanen und zählte schließlich zu den bekanntesten deutschsprachigen Krimi-Autoren. Daneben verfasste er eine Reihe von Hörspielen und Drehbüchern, vor allem für die von Willy Millowitsch verkörperte Figur des Fernsehkommissars „Klefisch“. Kettenbach, der Mitglied des PEN-Zentrums Deutschland war, erhielt 1977 für das Manuskript seines in vierzehn Tagen niedergeschriebenen ersten Romans Grand mit Vieren den „Jerry-Cotton-Preis“ und 1988 für Schmatz oder Die Sackgasse den Deutschen Krimi Preis. 2009 wurde Kettenbach mit dem Friedrich-Glauser-Ehrenpreis (Ehren-Glauser) ausgezeichnet.
Seit 1957 war Kettenbach verheiratet. Er hatte zwei Töchter.
Kettenbach starb Anfang Januar 2018 im Alter von 89 Jahren in einem Kölner Krankenhaus.

## Werke
- Der lange Marsch der Bundesrepublik, Düsseldorf [u. a.] 1971
- Grand mit Vieren, Bergisch Gladbach 1978
- Der Pascha, Wien [u. a.] 1979
- Hinter dem Horizont, Wien [u. a.] 1981
- Glatteis, Bergisch Gladbach 1982
- Minnie oder Ein Fall von Geringfügigkeit, Zürich 1984
- Sterbetage, Zürich 1986
- Schmatz oder Die Sackgasse, Zürich 1987
- Der Feigenblattpflücker, Zürich 1992
- Davids Rache, Zürich 1994
- Die Schatzgräber, Zürich 1998
- Willy Millowitsch als Kommissar Klefisch, Köln 1999
- Die Konkurrentin, Zürich 2002
- Kleinstadtaffäre, Diogenes Verlag, Zürich 2004, ISBN 3-257-06385-7
- Zu Gast bei Dr. Buzzard, Zürich 2006
- Das starke Geschlecht, Diogenes Verlag, Zürich 2009, ISBN 978-3-257-06688-3
- Tante Joice und die Lust am Leben. Geschichten und anderes. Diogenes Verlag, Zürich 2010, ISBN 978-3-257-06740-8

Herausgeberschaft
- Demokratie als Auftrag, Bonn 1979 (zusammen mit Hans Kepper)

## Filmografie
Drehbuch
- 1990–1996: Kommissar Klefisch (Fernsehserie, sechs Folgen)
- 1994: Brandheiß (Fernsehserie, eine Folge)
- 1997: Tatort – Ausgespielt
- 2000: Großstadtrevier (Fernsehserie, zwei Folgen)

Literarische Vorlagen
- 1988: Im Jahr der Schildkröte (nach dem Roman Sterbetage)
- 1989: Tennessee Nights (nach dem Roman Minnie)
- 1997: Davids Rache (nach dem gleichnamigen Roman)
- 1998: Glatteis (nach dem gleichnamigen Roman)
- 2002: Nancy & Frank – A Manhattan Love Story (nach dem Roman Hinter dem Horizont)